# Palacio del Conde de Tepa

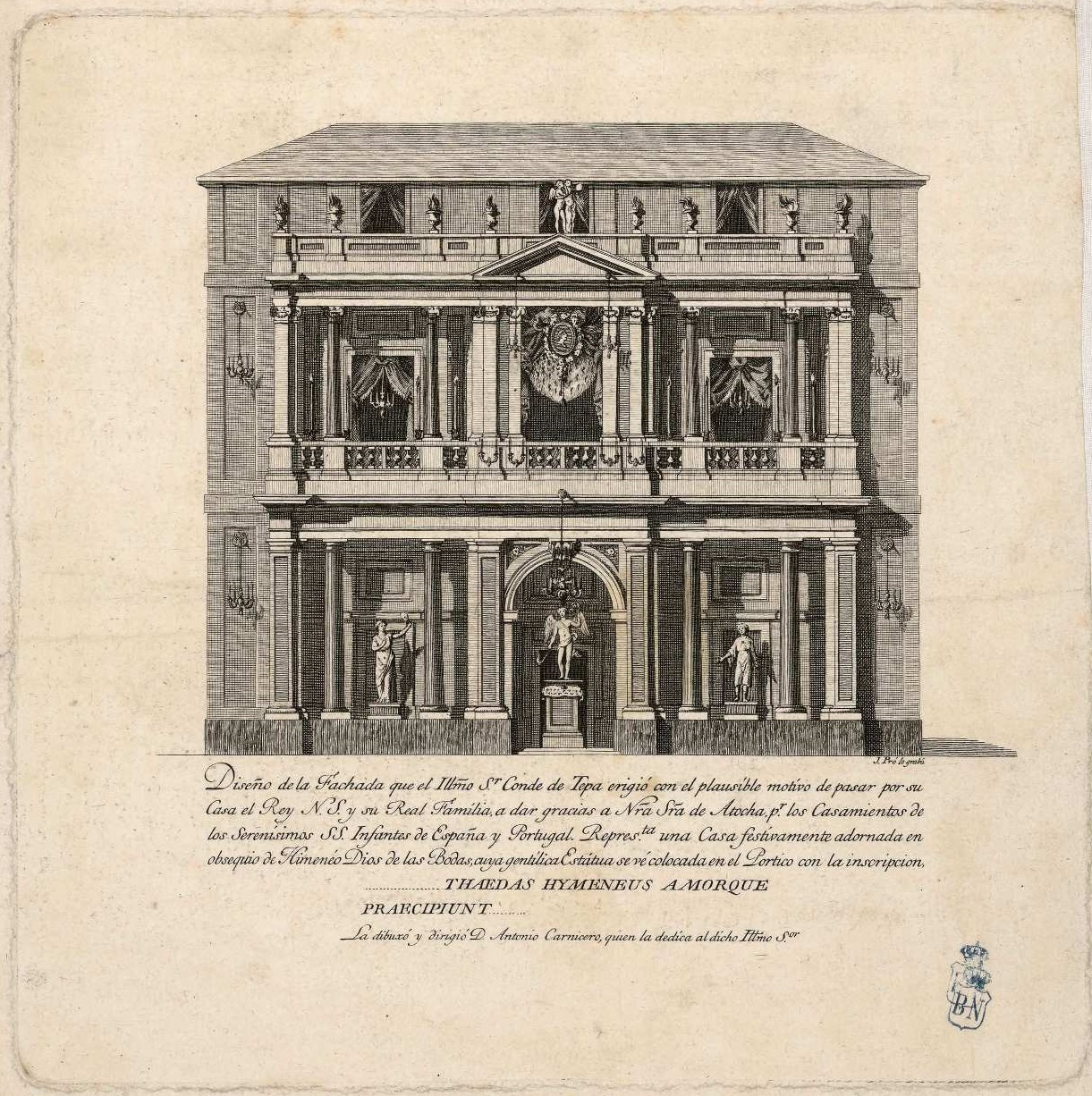
Fachada de la casa del conde de Tepa en Madrid decorada con motivo del paso de los reyes camino de Atocha para dar gracias por las bodas de los infantes de Portugal y de España, 1785. Grabado de Joaquín Pro por dibujo de Antonio Carnicero. Biblioteca Nacional de España.

El palacio del Conde de Tepa es un edificio emplazado en la calle de Atocha de Madrid (España), frente de la Iglesia de San Sebastián y con fachadas a las calles de San Sebastián, Atocha y la plaza del Ángel. En 2004 se rehabilitó para ser convertido en un hotel de cinco estrellas, NH Collection Palacio de Tepa .

## Historia
Su construcción corrió a cargo del arquitecto Jorge Durán (1792-1808), cuyo primer proyecto data de 1792, con diversas modificaciones en las que pudo haber participado Juan de Villanueva, hasta que en 1797 se concedió la licencia municipal para el inicio de las obras, que concluyeron en 1808. Este palacio de estilo neoclásico fue la vivienda de Francisco Leandro de Viana (conde de Tepa). En los bajos del edificio que ocupaba antes el solar que luego cubrió el palacio, se celebró en la segunda mitad del siglo XVIII la tertulia de la Fonda de San Sebastián. Su planta inferior se acabaría poblando de tiendas.

## Conversión en hotel
Finalmente el edificio fue adquirido por una importante cadena hotelera para ser transformado en un hotel de máxima categoría. Con ello ganó el premio en la categoría mejor proyecto de Rehabilitación Hotelera dentro de los European Hotel Design Awards 2012, proyecto realizado por Ramón Esteve.